# Iglesia de Chipre

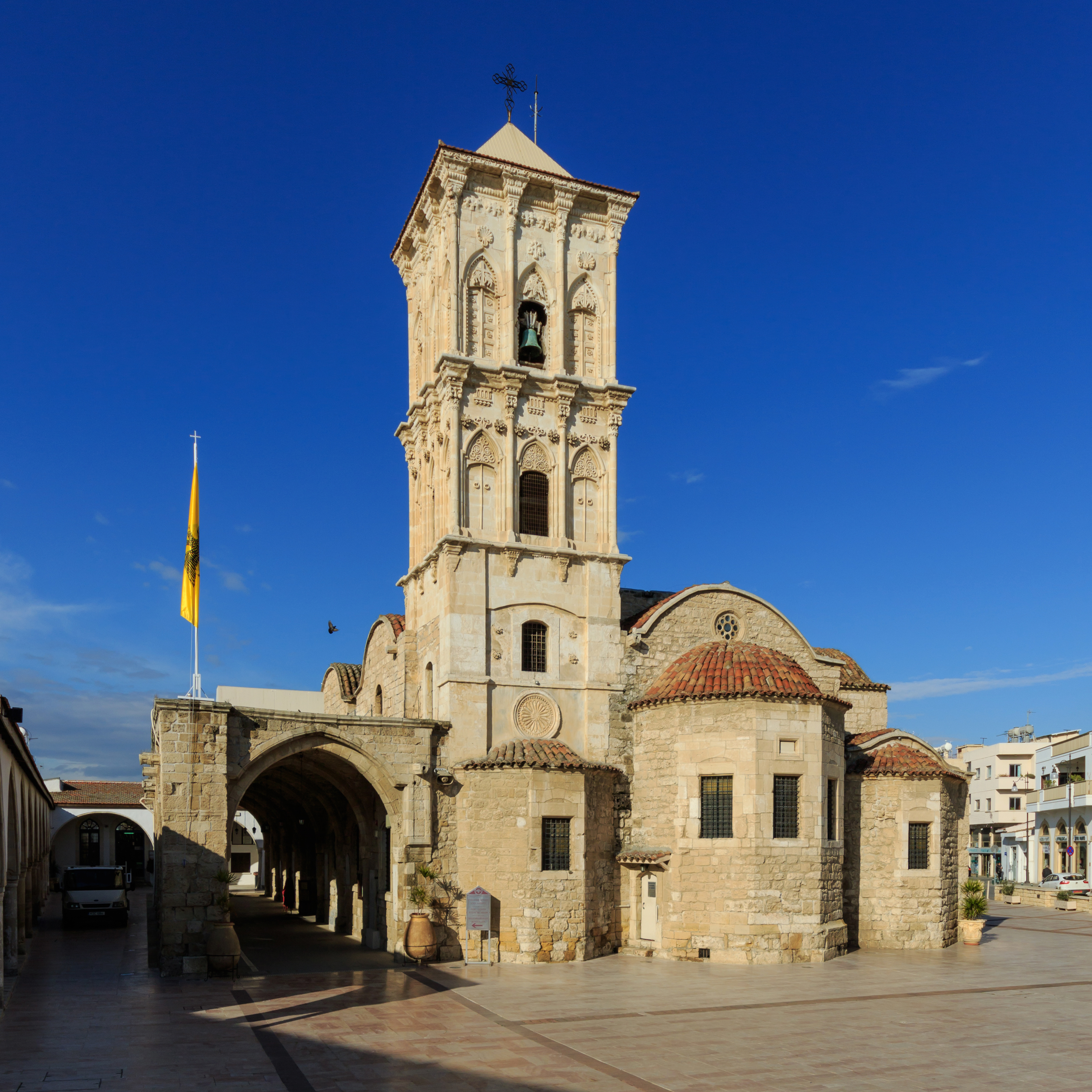
Iglesia de Agios Lazaros, Lárnaca, Chipre

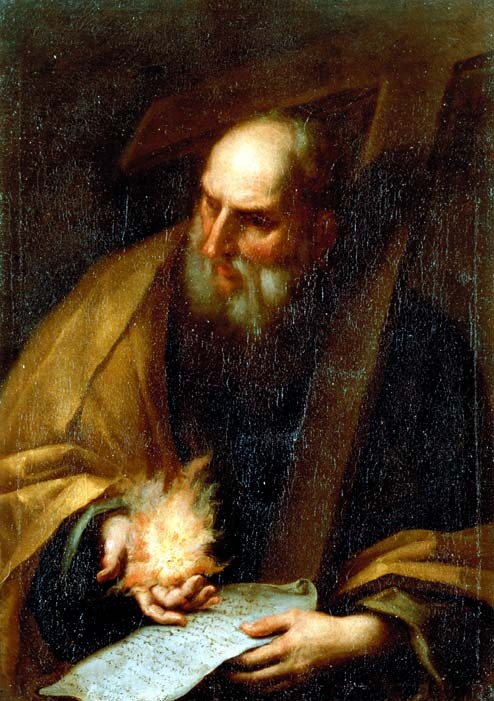
Bernabé apóstol, fundador de la Iglesia de Chipre

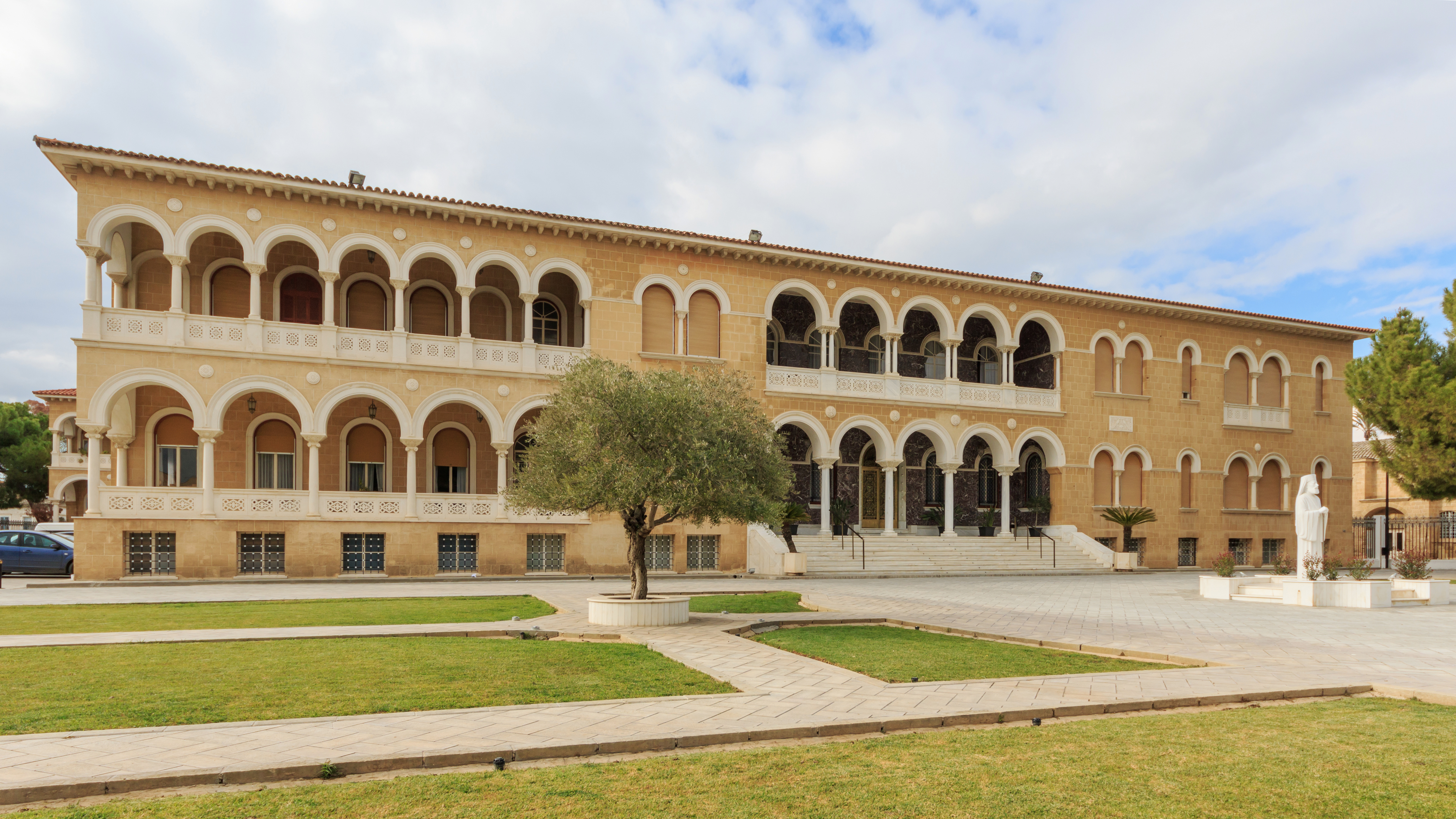
Palacio arzobispal en Nicosia

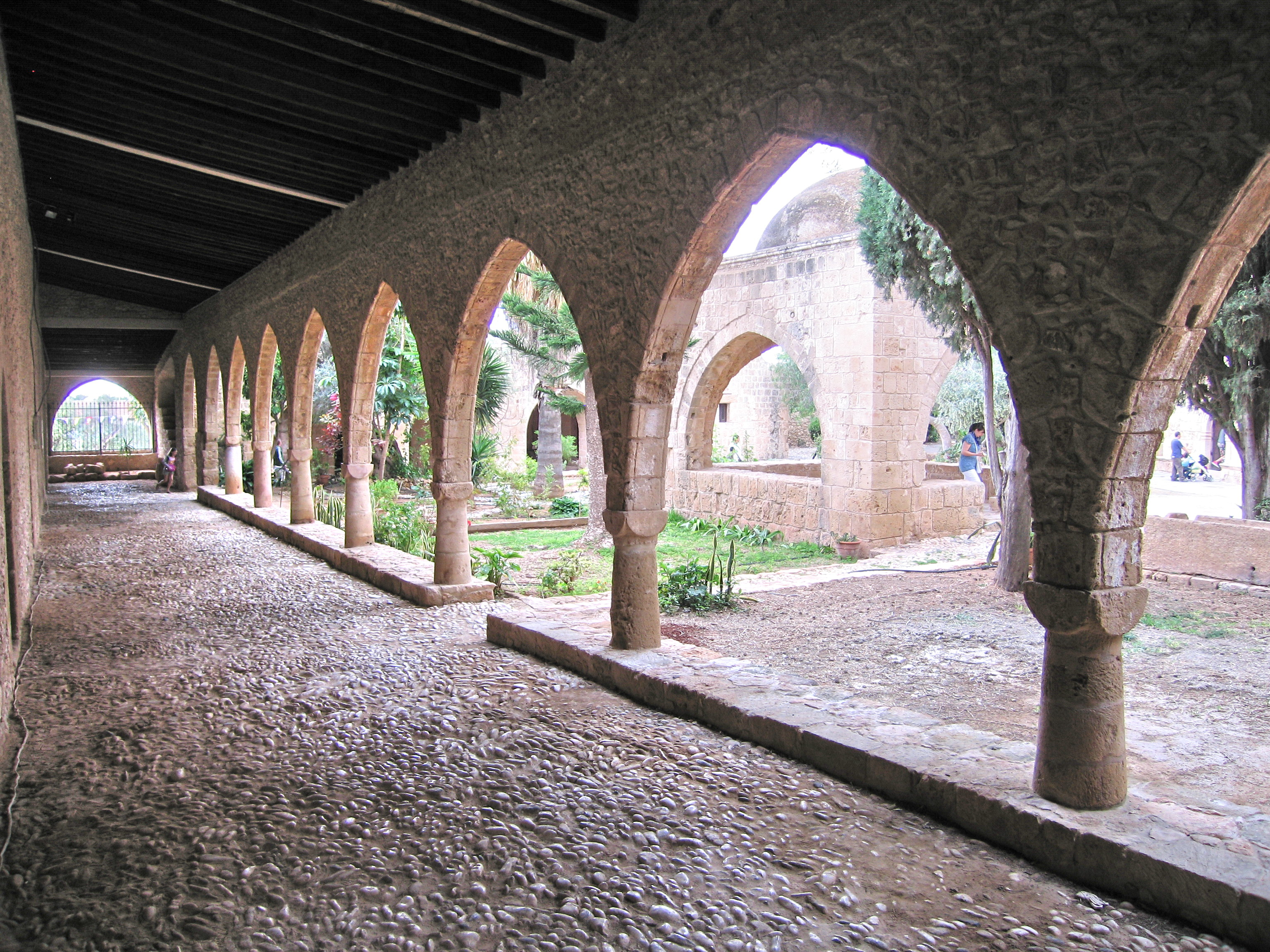
Arcadas en el monasterio de Agia Napa

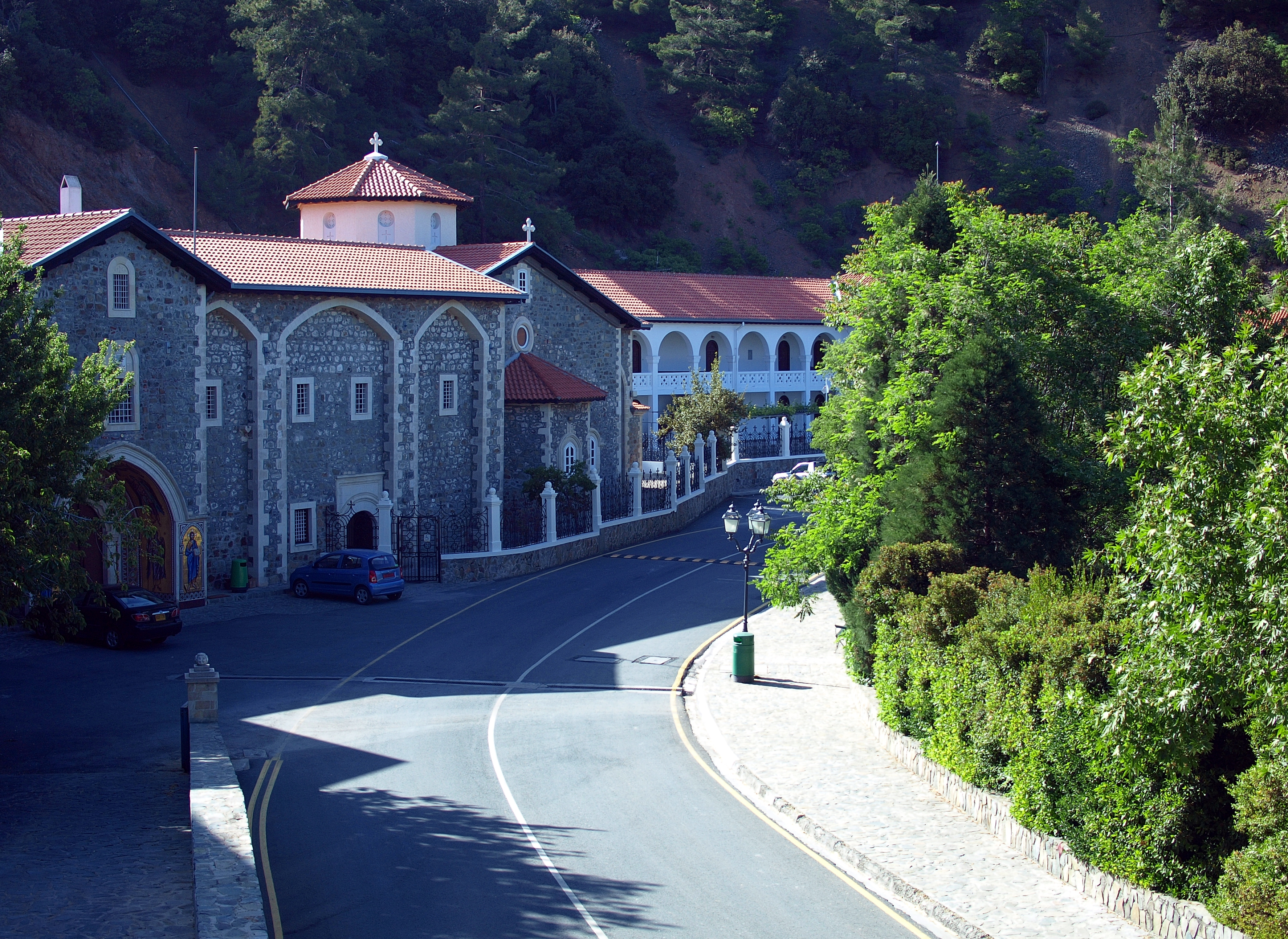
Monasterio de Kikkos

La Iglesia de Chipre (en griego antiguo: Ἐκκλησία τῆς Κύπρου [Ekklēsía tēs Kýpru]; en griego moderno: Εκκλησία της Κύπρου [Eklisía tîs Kípru]; en turco: Kıbrıs Kilisesi) es una de las más antiguas Iglesias autocéfalas de la comunión ortodoxa. Es encabezada por el arzobispo de Nueva Justiniana y todo Chipre y cuenta con unos 654 000 fieles entre Chipre y la diáspora.

## Historia

### Orígenes
La Iglesia de Chipre tuvo su origen en los tiempos apostólicos según lo escrito en los Hechos de los Apóstoles (13:4-13). El apóstol Pablo, acompañado por Bernabé y Marcos el Evangelista (pariente de Bernabé), llegaron a Chipre en el año 45 para difundir el cristianismo. Al llegar a Salamina, viajaron a través de la isla a Pafos, en donde Sergio Paulus fue el primer funcionario romano en convertirse al cristianismo. En el año 50 Bernabé regresó a Chipre acompañado por Marcos y estableció su base en Salamina. Se le considera el primer arzobispo de Chipre y se cree que fue apedreado hasta la muerte por judíos en las afueras de Salamina, donde también fue enterrado.
Algunos de los obispos que ayudaron a difundir el cristianismo en la isla de Chipre fueron Lázaro de Betania, primer obispo de Citio, Herakleidios el obispo de Tamasos, Avxivios el obispo de Solos y Theodotos el obispo de Kyrenia. Hacia finales del siglo IV el cristianismo se había extendido por toda la isla y en la carta sinodal de Teófilo se mencionan 15 diócesis en Chipre: Constanza o Salamina (arquidiócesis), Citio (o Kition), Amatunte, Neápolis, Curio, Pafos, Arsinoe, Solos, Lapithos, Kyrenia, Tamasos, Ledra, Chitri, Tremitunte y Karpasia. Michel Le Quien mencionó también la diócesis de Teodosia.

### Autocefalía
En aquel período, Chipre era parte de la diócesis del Oriente del Imperio romano, cuya capital era Antioquía. Por tal motivo, durante mucho tiempo los patriarcas de Antioquía exigieron ejercer su jurisdicción canónica sobre la Iglesia chipriota reservándose para sí el derecho de nombrar a su arzobispo primado.
La controversia planteada por los arzobispos de Chipre respecto de que la Iglesia de Chipre era independiente del patriarcado de Antioquía por costumbre antigua fue reconocida en 416 por el papa Inocencio I y por el Concilio de Éfeso en la cesión de 31 de julio de 431 (canon octavo), por lo que Chipre se volvió autocéfala. El concilio se pronunció así en favor de que los arzobispos de Chipre fuesen elegidos por su propio sínodo de obispos.

NUESTRO hermano obispo Rheginus, el amado de Dios, y sus compañeros obispos amados por Dios, Zeno y Evagrius, de la provincia de Chipre, nos han informado sobre una innovación que se ha introducido en contra de las constituciones eclesiásticas y los Cánones de los Santos Apóstoles, y que toca las libertades de todos. Por lo tanto, dado que las lesiones que afectan a todos requieren mayor atención, ya que causan el mayor daño, y particularmente cuando son transgresiones de una antigua costumbre; y desde esos excelentes hombres, que han solicitado al Sínodo, han dicho a nosotros en la escritura y por la palabra de la boca que el obispo de Antioquía ha de esta manera celebrado ordenaciones en Chipre. Por lo tanto, los gobernantes de las santas Iglesias en Chipre deberán disfrutar, sin disputa o lesiones, de acuerdo con los cánones de los benditos padres y antigua costumbre, el derecho de realizar por sí mismos la ordenación de sus excelentes obispos. Lo misma regla se observa en las otras diócesis y provincias de todo el mundo, por lo que ninguno de los queridos obispos de Dios deberá asumir el control de cualquier provincia que no tiene hasta ahora, y desde el principio ha estado bajo su propia mano o la de sus predecesores.

En 478 el arzobispo Antemio de Chipre afirmó que, tras una visión, había encontrado la tumba de Bernabé y sus reliquias. Sobre el cofre del santo descansaba una copia del Evangelio de Mateo. De este modo, la Iglesia chipriota pudo enviar un argumento convincente en nombre propio al emperador: el descubrimiento de las reliquias de su reputado fundador, Bernabé. El emperador Zenón confirmó el estado de autocefalía de la Iglesia de Chipre y le otorgó a su arzobispo los tres privilegios: es decir, firmar en los documentos con su nombre en una tinta color bermellón mediante la adición de cinabrio; usar púrpura tiria en lugar de túnicas negras debajo de sus vestimentas; y para sostener un cetro imperial (es decir, un bastón dorado de plata, coronado por un globo crucífero de oro) en lugar del báculo episcopal regular.
Desde mediados del siglo VII hasta mitad del X, hubo frecuentes ataques árabes musulmanes contra Chipre y las ciudades de Constancia, Curio y Pafos fueron saqueadas. Debido a esta amenaza, el emperador bizantino Justiniano II evacuó la población cristiana de la isla en 688 y estableció a muchos de ellos en una nueva ciudad en los Dardanelos llamada Nueva Justiniana (Νέα Ιουστινιανή), la actual Erdek cerca de Cícico. El arzobispo de Chipre fijó su residencia allí y se dio el título adicional de arzobispo de Nueva Justiniana.
En 692 el Concilio Quinisexto volvió a confirmar el estado y los privilegios del arzobispo exiliado y en 698, cuando los árabes fueron expulsados de Chipre, el arzobispo regresó pero retuvo el título de arzobispo de Nueva Justiniana y todo Chipre: una costumbre que, junto con los tres privilegios continúa hasta nuestros días. La victoria final del emperador bizantino Nicéforo II Focas (963-969) sobre los árabes inauguró un período de paz durante el cual se reconstruyeron iglesias y monasterios.
Si bien la amenaza de los árabes había sido conjurada, durante los siglos XI y XII, se gestó un resentimiento creciente en la población por el dominio opresivo de los sucesivos gobernadores bizantinos que, a menudo, usaron a Chipre como una base de operaciones para rebelarse contra los emperadores de Constantinopla.

### Período latino
En 1184 Isaac Ducas Comneno, exgobernador bizantino de Isauria fue liberado por sus captores armenios, se dirigió a Chipre con mercenarios y con cartas falsificadas con sello imperial y fue reconocido como déspota de Chipre. Tras ser arrestado, logró escapar de Constantinopla y apoderarse de Chipre, en donde aprovechando el derrocamiento del emperador Andrónico I Comneno, nombró un patriarca y se hizo proclamar emperador en 1185. En mayo de 1191 la isla fue conquistada por el rey Ricardo Corazón de León de Inglaterra, quien había llegado a la región con el fin de participar en la tercera cruzada y recibió afrentas del gobernante de Chipre. Después, el rey Ricardo vendió la isla a los caballeros templarios, los cuales a su vez, luego de una revuelta la retornaron al rey Ricardo, quien la vendió en 1192 al desterrado rey francés del Reino de Jerusalén, Guido de Lusignan. Lusignan estableció una sociedad feudal occidental en Chipre y una dinastía (el Reino de Chipre) que duró casi 300 años.
Muy pronto, a consecuencia de estos cambios, una jerarquía latina fue instaurada en Chipre el 13 de diciembre de 1196, en detrimento de la autóctona jerarquía ortodoxa de la isla. El 3 de enero de 1197 el primer arzobispo latino de Nicosia recibió el palio del papa Celestino III y se establecieron 3 diócesis sufragáneas: Pafos, Famagusta y Limasol. La población minoritaria católica se agrupó en algunas ciudades costeras, como Famagusta y en Nicosia, la capital. Los católicos conservaron las riendas del poder, mientras que la mayoría de población autóctona griega vivía en el campo, lo cual era una política muy parecida a la llevada a cabo en el Reino de Jerusalén. La Iglesia ortodoxa chipriota permaneció en la isla, aunque perdió bastante poder y se vio forzada a ponerse bajo la autoridad del nuevo arzobispo latino de Chipre. Luego del modus vivendi de las primeras tres décadas en las cuales la Iglesia ortodoxa mantuvo su autocefalía, comenzó la política de sumisión de la jerarquía ortodoxa a la latina. El IV Concilio de Letrán en 1215 (canon 9) reconoció la existencia de varios ritos y costumbres bajo una sola fe católica y autorizó el nombramiento de vicarios orientales como asistentes de los obispos latinos, por lo que prohibió más de un obispo al frente de una misma diócesis. Por esta razón el papa Honorio III insistió en la sumisión en Chipre de las jerarquías griega, melquita, maronita, nestoriana y jacobita. En 1222 la reina Alicia de Chipre concluyó un acuerdo con la nobleza y la jerarquía latina de la isla, por el cual se dispuso:

(...) sólo cuatro obispos griegos permanecerán permanentemente en Chipre y serán obedientes a la Iglesia Romana y a nosotros, al arzobispo y nuestros sufragáneos de acuerdo con la costumbre del Reino de Jerusalén y vivirán en los lugares correspondientes que se mencionan a continuación. Estos lugares están en la diócesis de Nicosia, en Solos; en la diócesis de Pafos, en Arsinoe; en la diócesis de Limasol, en Lefkara; en la diócesis de Famagusta, en Karpasia.

Los reyes católicos redujeron gradualmente el número de obispos ortodoxos y los obligaron a alejarse de sus ciudades. En mayo de 1231, 13 monjes del monasterio ortodoxo de Kantara fueron quemados en la hoguera por herejes al no aceptar como válido el rito eucarístico practicado por los latinos.[cita requerida]
El 3 de julio de 1260 el papa Alejandro IV promulgó la bula Constitutio Cypria, por la cual se dispuso que los 4 obispos grecochipriotas (Solos, Arsinoe, Lefkara y Karpasia) conservaran su estatus, solo pudiendo ser trasladados, depuestos o condenados por el papa y quedaron bajo supervisión de los prelados latinos. La autocefalía de la Iglesia de Chipre fue entendida como exenta de la jurisdicción de los patriarcados, pero no de la del papa, quien se la pasó a los obispos latinos de Chipre. Se les permitió ser elegidos de la forma tradicional, y luego debían jurar obediencia a sus superiores latinos. También mantener sus cortes y su rito. El arzobispado fue suprimido a la muerte del arzobispo Germanos y la sede convertida en diócesis de Nicosia y trasladada a Solos, cerca de Morfou (se fusionaron en ella los antiguos obispados de Solos, Tamasos, Tremitunte, Citio, Quitri, Kyrenia y Lapithos). Cada uno de los 4 obispos griegos remanentes estaba bajo dependencia del obispo católico de la zona. A pesar de las fricciones iniciales, las dos Iglesias gradualmente lograron coexistir pacíficamente, conservando los ortodoxos sus ritos y tradiciones bajo supervisión latina.
Hacia 1260 los monasterios ortodoxos habían quedado bajo la autoridad de los obispos latinos. Varias órdenes monásticas occidentales fundaron casas en la isla, a menudo beneficiadas por la sistemática confiscación de las propiedades eclesiásticas ortodoxas. Esta situación poco cambió con la conquista de Chipre por parte de la República de Venecia en 1489.

### Período de dominación otomana
En 1570-1571 la isla cayó en manos del Imperio otomano finalizando 380 años de dominación latina sobre la Iglesia de Chipre. Los otomanos acabaron con el sistema social feudal, asesinaron o desterraron a la jerarquía latina, destruyeron o confiscaron las iglesias, restablecieron a la ortodoxa como la única Iglesia cristiana legal y comenzaron la conversión de parte de la población al islam.
Si bien a los ortodoxos les fue permitido proceder a la elección de su propio arzobispo, ellos solo fueron habilitados a conservar la estructura de las cuatro diócesis que los latinos les habían permitido antiguamente. Durante los primeros años del dominio otomano, tampoco hubo diócesis designadas o un número fijo de diócesis, ya que esto se estableció a mediados del siglo XVII, cuando se determinaron las relaciones entre el arzobispo y los metropolitanos. La jerarquía quedó establecida en la arquidiócesis de Chipre con sede en Nicosia y los metropolitanatos de Pafos, Citio y Kyrenia.
Como era costumbre en el Imperio otomano, los obispos ortodoxos fueron los líderes tanto civiles como espirituales de las comunidades étnicamente griegas de la isla. Por tal razón, cuando la revolución griega estalló en 1821, los obispos chipriotas fueron considerados simpatizantes de la causa griega por lo que, ese mismo año, fueron convocados todos los obispos de Chipre, así como muchos otros clérigos prominentes al palacio del gobernador para discutir la nueva situación, pero fueron arrestados. El arzobispo Cipriano de Chipre y su archidiácono fueron colgados sumariamente, los obispos de Pafos, Citio y Kyrenia fueron decapitados, mientras que los demás fueron asesinados por los jenízaros.
Luego de ese episodio, una nueva jerarquía fue enviada a la isla por parte del patriarcado de Antioquía en 1827. Estos obispos pudieron mejorar un poco la situación de la comunidad griega, pero aún siguieron sufriendo la imposición de contribuciones muy pesadas.[cita requerida]

### Período colonial británico
En 1878 el Reino Unido se hizo cargo de la administración de la isla y en 1914 la anexó al Imperio británico, lo que permitió más libertad en las prácticas religiosas. Sin embargo, entre la mayoría de la población griega de la isla se fue gestando un movimiento político a favor de la enosis, o unión con Grecia. Esto llevó a la revuelta de octubre de 1931 organizada por obispos que también eran miembros de la asamblea legislativa. Como consecuencia de este levantamiento, los obispos Nikodemos de Citio y Makarios de Kyrenia, obispo de Citio y futuro primer presidente de la República de Chipre, fueron exiliados y se impusieron restricciones a la elección del arzobispo.

### Período de Chipre independiente e invasión turca
Los líderes religiosos ortodoxos estaban envueltos en este movimiento, siguiendo su papel tradicional en los asuntos políticos. Cuando el Reino Unido concedió la independencia a la isla en 1960, luego de una larga lucha contra la opresión colonial británica, el arzobispo de Chipre, Makarios III, líder indiscutido de la causa independentista por la cual fue exiliado a las Seychelles y encarcelado por las autoridades coloniales, fue elegido como primer presidente de Chipre.
En abril de 1973 se generó una aguda crisis dentro de la Iglesia ortodoxa de Chipre, cuando los tres metropolitanos de la isla declararon la deposición del arzobispo Makarios, a causa de que su papel como presidente era considerado incompatible con su función episcopal. Pero en julio, los tres metropolitanos fueron depuestos por un sínodo mayor compuesto por obispos de los patriarcados de Alejandría, Antioquía, Jerusalén y la Iglesia ortodoxa de Grecia. En 1973 fueron creados los metropolitanatos de Limasol y de Morfou.
Los conflictos entre las comunidades griega y turca posteriores a la independencia de la isla culminaron en 1974 por medio de la invasión turca a la isla el 20 de julio de ese año y el establecimiento de la República Turca del Norte de Chipre en el 35% de la isla. Se destruyeron muchas iglesias y monasterios en la región norte de la isla o fueron saqueadas durante el conflicto. A los ortodoxos del norte se les negó todo acceso a sus iglesias o monasterios y cientos de miles de ellos fueron desplazados. Hacia mayo de 2001 solo 421 grecochipriotas ortodoxos y 155 maronitas permanecían en el norte de Chipre.
En 1979 se redactó y aprobó la nueva carta estatutaria de la Iglesia de Chipre, que reemplazó a la antigua de 1914.
El 30 de noviembre de 1994 dos sacerdotes fueron autorizados a cruzar a la región del norte y celebrar la Eucaristía en el monasterio de San Andrés en la península de Karpas, por primera vez en 20 años.
Hacia fines de 1997 la Iglesia ortodoxa de Chipre contaba con nueve monasterios masculinos con un total de 84 monjes, y con catorce comunidades femeninas con un plantel de 142 monjas. La comunidad monástica masculina más prominente es el monasterio de Kikkos, localizado en las montañas de Troodos. Sus monjes componen el grupo de formadores del seminario de la Iglesia chipriota, San Bernabé (o San Barnabás Apóstol), que es la escuela teológica que la Iglesia posee en Nicosia.
El Santo Sínodo de la Iglesia de Chipre decidió en su reunión del 12 de febrero de 2007 aumentar sus metropolitanatos y corepiscopados a doce. Hasta entonces existían: la arquidiócesis; los metropolitanatos de Pafos, Citio, Kyrenia, Limasol, Morfou; y los corepiscopados (auxiliares) de Salamina y de Tremitunte. Los 4 nuevos metropolitanatos fueron los de: Constancia y Ammochostos, Kykkos y Tilliria, Tamasos, Tremitunte y los corepiscopados de Karpasia y de Arsinoe. El 22 de mayo de 2007 fueron creados además el corepiscopado de Amatunte y las diócesis titulares de Ledra y de Chitri.

## Administración y Santo Sínodo
El Santo Sínodo de la Iglesia autocéfala de Chipre (Ἱερὰ Σύνοδος τῆς Ἐκκλησίας τῆς Κύπρου) es su máxima autoridad eclesiástica. Su tarea es examinar y proporcionar soluciones en todos los asuntos relacionados con la Iglesia de Chipre. El jefe del Santo Sínodo y de la Iglesia de Chipre es el arzobispo de Nueva Justiniana y Todo Chipre. El sínodo comprende a los obispos gobernantes (metropolitanos) y a los obispos vicarios como miembros permanentes.
El orden de precedencia de las 13 diócesis territoriales es el siguiente:
- Santa arquidiócesis de Nueva Justiniana y todo Chipre (Ιερά Αρχιεπισκοπή Νέας Ιουστινιανής και πάσης Κύπρου): su sede está en Nicosia. Su territorio comprende parte del distrito de Nicosia. El sector comprendido dentro de la República Turca del Norte de Chipre hace parte del distrito de Lefkoşa. Incluye además parte de la Zona Buffer. Tiene 4 obispos asistentes: Salamina, Karpasia, Neápolis y Mesaoria.
- Santa metrópolis de Pafos (Ιερά Μητρόπολις Πάφου), el metropolitano es además exarca de Arsinoe y de Romaeon: su sede está en Pafos. Su territorio comprende parte del distrito de Pafos, una parte del distrito de Limasol y un pequeño sector de la base británica de Acrotiri.
Según la leyenda, los apóstoles Pablo y Bernabé fundaron una Iglesia en Pafos en el año 46, esta fue la primera comunidad de la Iglesia fundada por ellos. Hasta los devastadores terremotos 332 y 342 que destruyeron la ciudad, Pafos era la capital de Chipre y su obispo era el metropolitano de todo Chipre, pero después de los terremotos, Salamina pasó a ser la capital de la isla y la sede metropolitana. Desde tiempos apostólicos otro obispado se desarrolló en Arsinoe. En 1192 los francos capturaron Chipre y Pafos fue una de las sedes latinas, pero logró también sobrevivir como ortodoxa fusionada con Arsinoe. Estuvo vacante desde 1899 a 1910. En 1996 fue restaurado el metropolitanato de Arsinoe.
- Santa metrópolis de Citio (Ιερά Μητρόπολις Κιτίου), el metropolitano es además exarca de Lárnaca y de Pano Lefkara: su sede está en Lárnaca. Su territorio comprende parte del distrito de Lárnaca, una pequeña parte del distrito de Famagusta y parte de la base británica de Dhekelia. El sector comprendido dentro de la República Turca del Norte de Chipre hace parte del distrito de Lefkoşa. Incluye además parte de la Zona Buffer.
La diócesis lleva el nombre de la antigua ciudad de Citio (o Kition), en el sitio donde ahora se encuentra Lárnaca, una de las primeras ciudades de Chipre a donde llegó la palabra apostólica. Su primer obispo fue Lázaro de Betania. Tras la conquista cruzada fue abolida y unida a Nicosia. En 1571 restablecida incluyendo a las antiguas diócesis de Citio, Amatunte, Limasol y Curio con sede en Lárnaca. En 1973 se le separó el metropolitanato de Limasol.
- Santa metrópolis de Kyrenia (Ιερά Μητρόπολις Κυρηνείας), el metropolitano es además exarca de Lapithos y de Karavas: su sede está en Kyrenia, pero está exiliado en Latsia en Nicosia, en donde tiene a cargo 4 parroquias de la arquidiócesis. Su territorio coincide con el distrito de Kyrenia, que corresponde al distrito de Girne de la República Turca del Norte de Chipre.
Uno de los primeros obispos de Kyrenia fue el santo mártir Teodoto en tiempos apostólicos. Tras la conquista cruzada fue abolida y unida a Nicosia. Después de la conquista de Chipre por los turcos en 1571, la sede del metropolitano fue trasladada al monasterio de San Panteleimon. De 1880 a 1917 se ubicó en el pueblo de Mirtu. Después de la ocupación turca del norte de Chipre, incluida Kyrenia, en 1974 y la huida de la población ortodoxa, el metropolitanato de Kyrenia continuó existiendo en el exilio en el sur de Chipre.
- Santa metrópolis de Limasol (Ιερά Μητρόπολις Λεμεσού), el metropolitano es además presidente de Amatunte y de Curio: su sede está en Limasol. Su territorio comprende parte del distrito de Limasol y la mayor parte de la base británica de Acrotiri.
El metropolitanato fue establecido en 1973 al separarse de una parte de la metrópolis de Citio en el lugar donde existieron las diócesis de Amatunte y de Curio.
- Santa metrópolis de Morfou (Ιερά Μητρόπολις Μόρφου), el metropolitano es además presidente de Solos: su sede está en Morfou, pero está exiliado en el pueblo de Evrychos en el área no ocupada de la metrópolis. Su territorio comprende parte del distrito de Nicosia y un pequeño sector del distrito de Limasol. El sector comprendido dentro de la República Turca del Norte de Chipre hace parte del distrito de Lefkoşa. Incluye además parte de la Zona Buffer.
Fue refundada el 13 de agosto de 1973 por separación de Kyrenia. Desde 1974 la ciudad de Morfou estaba bajo ocupación turca y el metropolitano se alojó temporalmente en el monasterio de Kikkos y luego pasó a Evrychos.
- Santa metrópolis de Constancia y Ammochostos (Ιερά Μητρόπολις Κωνσταντίας και Αμμοχώστου), el metropolitano es además presidente de Famagusta: su sede está en Famagusta, pero está exiliado en Paralimni en el área no ocupada de la metrópolis. Su territorio comprende parte del distrito de Famagusta y parte de la base británica de Dekhelia. El sector comprendido dentro de la República Turca del Norte de Chipre hace parte del distrito de Gazimağusa. Incluye además parte de la Zona Buffer.
El primer obispo de Salamina fue el apóstol Bernabé, quien fundó la sede durante su segunda visita a Chipre. Salamina sufrió graves daños durante el reinado del emperador Constantino en el terremoto 342, que destruyó toda la ciudad y mató a casi toda la población. Constantino restauró a Salamina de las ruinas, dando a la ciudad su nombre: Constancia. La ciudad nuevamente se convirtió en la capital de la isla. En 368 san Epifanio de Chipre se convirtió en el primer arzobispo electo de Chipre. Salamina fue destruida por los árabes y sus habitantes se trasladaron a Famagusta a finales del siglo VIII. Desde 1222 comenzó la ocupación franca de Chipre y los obispos fueron expulsados de las ciudades a las aldeas. Así, el obispo de Constancia se encontraba en ese momento en la península de Karpas, en la aldea de Karpasia. Después de la expulsión de los venecianos y la ocupación de Chipre por los otomanos cuatro obispos regresaron de las aldeas a las ciudades, entre ellos el de Constancia, pero al nuevo centro de la región de Ammochostos (Famagusta). Desde entonces, la diócesis de Constancia-Ammochostos se subordinó al arzobispo de Chipre, cuya residencia estaba en Nicosia. Hacia 1960 se restableció el corepíscopo de Salamina. El 11 de mayo de 2007 el Santo Sínodo de la Iglesia ortodoxa chipriota decidió aumentar el número de obispos a catorce, como sucedió en el pasado histórico. La sede está ubicada en el pueblo de Paralimni, ya que Constancia (Salamina) y Ammochostos (Famagusta) se encuentran en la parte turca de Chipre.
- Santa metrópolis de Kykkos y Tilliria (Ιερά Μητρόπολις Κύκκου και Τηλλυρίας), el metropolitano es además abad del monasterio de Nuestra Señora de Kikkos: su sede está en el monasterio de Kikkos. Su territorio comprende parte del distrito de Nicosia. El sector comprendido dentro de la República Turca del Norte de Chipre hace parte del distrito de Lefkoşa. Incluye además parte de la Zona Buffer.
El 18 de febrero de 2002 el abad del monasterio de Kikkos fue elegido corepíscopo y en mayo de 2007 pasó a ser una metrópolis.
- Santa metrópolis de Tamasos y Orinis (Ιερά Μητρόπολις Ταμασού και Ορεινής): su sede está en construcción en Episkopio, pero provisoriamente reside en Pano Monday. Su territorio comprende parte del distrito de Nicosia y una pequeña parte del distrito de Lárnaca. El pequeño sector comprendido dentro de la República Turca del Norte de Chipre hace parte del distrito de Lefkoşa. Incluye además parte de la Zona Buffer.
Después de que el cristianismo llegó a Chipre, Tamasos se convirtió en uno de los primeros obispados en la isla. La ciudad cayó en decadencia en el siglo X debido al agotamiento de las minas de cobre, y con el tiempo fue abandonada. En 2007 fue restablecido el metropolitanato con sede en la aldea de Politiko, pero luego se mudó a otra área más grande en Pano Monday.
- Santa metrópolis de Tremitunte (Ιερά Μητρόπολις Τριμυθούντος), el metropolitano es además presidente de Lefkara: su sede estará en Dali. Su territorio comprende parte del distrito de Nicosia y parte del distrito de Lárnaca. El sector comprendido dentro de la República Turca del Norte de Chipre hace parte del distrito de Lefkoşa. Incluye además parte de la Zona Buffer.
La sede ya existía en el siglo IV. Como resultado de la ocupación turca de 1974, se saquearon santuarios y reliquias, desaparecieron manuscritos e iconos invaluables, y el monasterio de San Espiridon se convirtió en cuartel militar y es una zona cerrada. El 12 de febrero de 2007, por decisión del Santo Sínodo, la metrópoli fue revivida.

Los 3 corepiscopados sufragáneos son:
- Corepiscopado de Karpasia (χωρεπίσκοπος Καρπασίας): su sede está en Yialousa, pero el corepíscopo reside en Nicosia como asistente del arzobispo. Su territorio comprende parte del distrito de Famagusta. Como parte de la República Turca del Norte de Chipre comprende todo el distrito de İskele y parte del distrito de Gazimağusa.
- Corepiscopado de Arsinoe (χωρεπίσκοπος Αρσινόης): su sede está en Peristerona y el corepíscopo es asistente del metropolitano de Pafos. Su territorio comprende parte del distrito de Pafos y un pequeño sector del distrito de Nicosia. El sector comprendido dentro de la República Turca del Norte de Chipre es el enclave de Kokkina que hace parte del distrito de Güzelyurt. Incluye además parte de la Zona Buffer.
- Corepiscopado de Amatunte (χωρεπίσκοπος Αμαθούντος): su sede está en Agios Tychonas y el corepíscopo es asistente del metropolitano de Limasol. Su territorio comprende parte del distrito de Limasol.

Existen además 5 diócesis titulares: 
- Diócesis de Salamina (Επισκοπή Σαλαμίνος): obispo auxiliar del arzobispo.
- Diócesis de Ledra (Επίσκοπος Λήδρας): abad del monasterio de Machairas.
- Diócesis de Chitri (o Kythrea) (Επίσκοπος Χύτρων): abad del monasterio de San Neófito.
- Diócesis de Neápolis (Επίσκοπος Νεαπόλεως): obispo auxiliar del arzobispo.
- Diócesis de Mesaoria (Επίσκοπος Μεσαορίας): obispo auxiliar del arzobispo.

Los monasterios estauropégicos son 5:
- Santo, real y estauropégico monasterio de Nuestra Señora de Kikkos (Ιερά Μονή Παναγίας του Κύκκου), se halla ubicado cerca de Pedoulas en las montañas Troodos en el distrito de Nicosia.
- Santo, real y estauropégico monasterio de Machairas (Ιερά Μονή Παναγίας του Μαχαιρά), en el pueblo de Lazanias en el distrito de Nicosia.
- Santo, real y estauropégico monasterio de San Neófito (Ιερά Μονή Αγίου Νεοφύτου), en la villa de Tala en las cercanías de Pafos, distrito de Pafos.
- Santo, real y estauropégico monasterio del Santo Apóstol Bernabé (Ιερά Μονή Αποστόλου Βαρνάβα), en Enkomi, distrito de Famagusta. Dentro de la República Turca del Norte de Chipre Septentrional se halla en el distrito de Gazimağusa. Desde 1976 está cerrado y convertido en un museo arqueológico.
- Santo, real y estauropégico monasterio de Panagia Katharon (Ιερά Μονή Παναγίας Καθάρων), en Lapeto, distrito de Kyrenia. Dentro de la República Turca del Norte de Chipre Septentrional se halla en el distrito de Girne. Fue cerrado luego de 1974.

## Cronología de los arzobispos y metropolitanos de Chipre

### SiglosI-XIII
- San Bernabé
- San Aristione
- San Eraclide
- Gelasio (mencionado en 325)
- San Epifanio (368/369-403 falleció)
- Staurino I
- Troilo
- Teodoro
- Regino (mencionado en 431)
- Olimpio I (antes de 449-después de 451)
- Staurino II (mencionado en 458)
- Antemio (en la época del emperador Zenón)
- Olimpio II (mencionado en 530 circa)
- Filoseno
- Damiano
- San Sofronio I
- San Ilario
- San Gregorio
- San Melecio
- San Isaac
- San Teraponto
- Arcadio I (inicio del siglo VII)
- Sergio (antes de 643-después de 649)
- Arcadio II (en la época del emperador Costantino IV Pogonato)
- Epifanio II (mencionado en 680)
- Juan I (mencionado en 692)
- Jorge † (mencionado en 750 circa)
- Costantino (mencionado en 787)
- Epifanio III (mencionado en 869)
- Eustacio (circa 885-?)[14]
- Eutimio[15]
- Juan † (siglo X)[15]
- Alesio[15]
- Epifanio IV[15]
- Nilo † [15]
- Basilio † (fines del siglo XI)[15]
- Nicolás Muzalone (?-circa 1100 renunció)
- Juan II el Cretense (mayo-junio 1152-después de febrero de 1170)[16]
- Bernabé II[16]
- Sofronio II (mencionado en 1191)[16]
- Isaías (antes de abril de 1205-después de junio de 1209)[16]
- Ilario ?[16]
- Simeón ?(mencionado en 1218)[16]
- Neófito (antes de 1222-fines de 1222 depuesto)[16]
- Gregorio o Jorge? † (mencionado en 1254)[16]
- Germano I Pesimandro (circa 1254-después de 1260)[16]
  - Sede suprimida (después de 1260 y hasta 1570)

Durante el dominio de la dinastía Lusignan y luego bajo el dominio veneciano, la Iglesia de Chipre dejó de ser autocéfala y cayó bajo el dominio directo de la jerarquía latina. Sus catorce diócesis fueron reducidas a cuatro hasta la conquista otomana en 1571, cuando estos, por razones administrativas, restauraron todos sus privilegios y derechos anteriores.

### Desde 1570 a la actualidad
- Timoteo (1572-1575)
- Laurencio (1575-1587)
- Neófito (1587-1592)
- Atanasio I (1592-1601)
- Beniamino (1601-1606)
- Cristódulo I (1606-1653)
- Nicéforo (1653-1674 renunció)
- Ilario Kigalas (1674-1679)
- Cristódulo II (1679-1685)
- Jaime I (1685-1695)
- Germano II (1695-1705)
- Atanasio II (1705-1709)
- Jaime II (1709-1718)
- Silvestro (1718-1734)
- Filoteo (1734-1759 falleció)
- Paisio (1759-1766)
- Crisante (1767-1810 falleció)
- Cipriano (1810-1821 falleció)
- Joaquín (1821-1824)
- Damasceno (1824-1827)
- Panerote (1827-1840 falleció)
- Gioannizio (1840-1849 falleció)
- Cirilo I (1849-1854 falleció)
- Macario I (26 de agosto de 1854-1865 falleció)
- Sofronio III (28 de octubre de 1865-22 de mayo de 1900 falleció)
- Cirilo II (1909-6 de julio de 1916 falleció)
- Cirilo III (11 de noviembre de 1916-15 de noviembre de 1933 falleció)
- Leoncio (20 de junio de 1947-26 de julio de 1947 falleció)
- Macario II (24 de diciembre de 1947-28 de junio de 1950 falleció)
- Macario III (18 de septiembre de 1950-3 de agosto de 1977 falleció), primer presidente de la República de Chipre.
- Crisóstomo I (12 de noviembre de 1977-mayo de 2006 renunció)
- Crisóstomo II, desde el 5 de noviembre de 2006 hasta el 7 de noviembre de 2022.[17]
- Jorge III (24 de diciembre de 2022)